# Phasia rubida
Phasia rubida là một loài ruồi trong họ Tachinidae.